# Romasanta
Romasanta (hiszp. Romasanta, la caza de la bestia) – hiszpańsko-brytyjski horror z 2004 roku w reżyserii Paco Plazy. Zdjęcia kręcono w prowincji Barcelona oraz w Galicji. Film zdobył dwie nominacje do nagród Goya: za najlepsze zdjęcia i efekty specjalne.
Obraz oparty jest na prawdziwej historii Manuela Blanco Romasanty, który przyznał się do zamordowania trzynastu osób.

## Obsada
- Julian Sands jako Manuel Romasanta
- Elsa Pataky jako Bárbara
- John Sharian jako Antonio
- Gary Piquer jako prokurator okręgowy
- David Gant jako profesor Philips
- Maru Valdivielso jako María
- Luna McGill jako Teresa
- Carlos Reig jako Gómez
- Reg Wilson jako sędzia
- Ivana Baquero jako Ana
- Laura Mañá jako Antonia
- Sergi Ruiz jako Francisco
- Itziar Fenollar jako Benita
- Carlos Sante jako myśliwy
- Jaume Montané jako Raúl
- Arantxa Peña jako Helena
- Anna Estellés jako Paula
- Ben Temple jako obrońca
- Tacho González jako policjant
- Pep García jako pracownik
- Alejandra Juno jako praczka
- Jesús Berenguer jako gość
- John Easthman jako policjant